# アイ・ガット・ア・ロケット
『アイ・ガット・ア・ロケット』（原題 : I Got a Rocket）は、オーストラリア制作のテレビアニメ番組。2006年から2007年まで52話が放送された。2008年のエミー賞にノミネートされた。
オリジナルはマット・ザーボによって1997年に出版された書籍である。アニメシリーズに変換した。オーストラリアでは、ネットワーク・テンとニコロデオンで放映された。

## キャラクターキャスト
ロケット（Rocket）
声:-トーマス・ブロムヘッド
ヴィンセント・「ヴィニー」・キュー（Vincent "Vinny" Q）
声:-ジェイミー・オークセンバウルド
プロフェッサー・キュー（Professor Q）
声:-マルチェロ・ファブリーツィ
マ・ダッキー（Ma Ducky）
声:-ドリュー・フォーサイス
ゲイビー（Gaby）
声:-トリルビー・グローバー

## スタッフ
- プロデュース： マイク・ヤング・プロダクションズ
- ディストリビューター： タフィー・エンターテイメント